# Amblyothele togona
Amblyothele togona là một loài nhện trong họ Lycosidae.
Loài này thuộc chi Amblyothele. Amblyothele togona được Carl Friedrich Roewer miêu tả năm 1960.